# غوتليب ياكوب كون
غوتليب ياكوب كون هو كاتب وشاعر سويسري، ولد في 16 أكتوبر 1775 في برن في سويسرا، وتوفي في 23 يوليو 1849 في برجدورف في سويسرا.

## وصلات خارجية
- غوتليب جاكوب كون على موقع ميوزك برينز (الإنجليزية)